# Gimme! Gimme! Gimme! (A Man After Midnight)
«Gimme! Gimme! Gimme! (A Man After Midnight)» —en español: «¡Dame! ¡Dame! ¡Dame! (Un hombre después de medianoche)»— es una canción y un sencillo que publicó el grupo sueco ABBA.
La portada del sencillo, se convirtió también en la portada del álbum Greatest Hits Vol. 2, disco en el que se da a conocer la canción por primera vez.

## Historia
Fue escrita por Benny y Björn. Fue grabada el 30 de agosto de 1979, en los estudios de Polar Music, llamada primeramente «Been And Gone And Done It». La canción habla acerca de una solitaria mujer, que lo único que quiere en la vida es alguien a quien entregarle todo el amor que ella tiene. Este tema viene incluido en el álbum Voulez-Vous como Bonus en la pista número 13, y en Greatest Hits Vol. 2 como la pista número uno.
Particularmente el estribillo de introducción creado a partir de un Sintetizador ARP Odyssey Sono en la versión de CD De La canción Bul Bul Efendi del actor, comediante y cantante indonesio Benyamin Sueb se cree que Benyamin editó la versión original de la canción para ponerlo ahí
En lugar de lanzar Rubber Ball Man, ABBA decidió lanzar "Gimme! Gimme! Gimme!", que se convirtió rápidamente en un éxito; mientras la otra canción se quedó olvidada, reducida a sólo una demo en el ABBA Undeleted. Este exitoso sencillo entró al Top Ten en varios países como Bélgica, Suiza, Finlandia, Francia, Irlanda, Austria, Noruega, Holanda, Reino Unido, Alemania, Australia, Chile y Costa Rica. También logró entrar al Top 20 en las listas japonesas. En Estados Unidos y Canadá se lanzó una versión editada que tuvo sólo un éxito moderado.
La canción se ha convertido en un clásico de ABBA, siendo una de las canciones más conocidas del grupo. Varios artistas la han vuelto a cantar como: Erasure, The Leather Nun, Therapy?, Fugees, A*Teens, Yngwie Malmsteen, Presa Fácil, Ava Max, A77AQUE, Madonna (quien solicitó permiso a ABBA para utilizar algunas estrofas en su tema Hung Up) y más recientemente Cher quien lanzó su versión de la canción este 9 de agosto como primer sencillo de su nuevo álbum de versiones de ABBA.
Actualmente forma parte del musical Mamma Mia!, basado en las canciones de ABBA. Comúnmente era interpretada por el grupo en sus giras de 1979 y de 1980.
En 2018 Cher la incluyó en un nuevo álbum de versiones de ABBA, y fue seleccionada como el primer sencillo promocional del álbum titulado Dancing Queen

## The King Has Lost His Crown
«The King Has Lost His Crown» (el rey ha perdido su corona), es el lado B de este sencillo, tanto en la versión en inglés como en la versión en español. Fue escrita por Benny y Björn. Fue grabada el 17 de agosto de 1978, llamada primeramente "Belsebub".  La canción habla sobre un rey tonto, que se dejó controlar por una mujer y ella le ha quitado todo el poder que él tenía.
Este tema viene incluido en el álbum Voulez-Vous como la pista número 5.

## El vídeo
El vídeo de "Gimme! Gimme! Gimme!" muestra a los integrantes del grupo trabajando en los Polar Studios. El vídeo fue grabado el 30 de agosto de 1979, el mismo día que grabaron la canción y el video de Estoy Soñando y días antes de que el grupo partiera a su gira internacional. Fue dirigido por Lasse Hallström.
Actualmente está disponible en The Definitive Collection (DVD), ABBA Number Ones (DVD), ABBA Gold (DVD) y en ABBA: 16 Hits

## Versión en español
«¡Dame! ¡Dame! ¡Dame!» (Primero apareció como pista n.º 4 en Gracias por la música en 1980, más tarde en ABBA Oro como pista n.º 6 y en 18 Hits como la pista n. º18)

## Listas
| Lista                                     | Posición |
| ----------------------------------------- | -------- |
| Bélgica Top 30 BRT Singles                | 1        |
| Bélgica Top 30 Humo Singles               | 1        |
| Chilean Singles Chart                     | 1        |
| Dinamarca Top 40 Singles                  | 1        |
| Finlandia Top 40 YLE Singles              | 1        |
| Francia Top 30 Singles                    | 1        |
| Irlanda Top 30 IRMA Singles Chart         | 1        |
| Israel Top 40 Singles                     | 1        |
| Suiza Top 100 Singles                     | 1        |
| Tukish Singles Charts                     | 1        |
| Eurochart Hot 100 Singles                 | 1        |
| Alemania Top 50 Airplay Singles           | 2        |
| Austria Top 75 Singles                    | 2        |
| Noruega Top 20 VG Singles                 | 2        |
| Holanda Top 30 National Hitparade Singles | 2        |
| Holanda Dutch Top 40 Singles              | 2        |
| Alemania Top Singles                      | 3        |
| Finlandia Suosikki Singles                | 3        |
| Reino Unido UK Singles                    | 3        |
| Taiwán Singles Chart                      | 3        |
| Portugal Top 50 Singles Chart]]           | 6        |
| Australia Top 50 ARIA Singles Chart       | 8        |
| Nueva Zelanda Top 50 RIANZ Singles        | 15       |
| Sudáfrica Top 20 Springbok Singles        | 16       |
| Suecia Top 60 Sverige Singles             | 16       |
| Japón Top 100 Oricon Singles Chart        | 17       |

### Trayectoria en las listas
| Posición | 30 | 6 | 4 | 3 | 6 | 7 | 19 | 34 | 52 | 68 | 68 | 74 |

| Posición | 80 | 58 | 42 | 27 | 20 | 17 | 10 | 9 | 9 | 8 | 8 | 12 | 13 | 18 | 25 | 42 | 60 | 74 |

### Listas de Fin de Año
| País         | Posición | Año  |
| ------------ | -------- | ---- |
| Alemania     | 28       | 1979 |
| Bélgica      | 29       | 1979 |
| Francia      | 27       | 1979 |
| Francia      | 49       | 1980 |
| Países Bajos | 42       | 1979 |
| Reino Unido  | 28       | 1979 |

## Certificaciones y ventas
| País         | Certificación | Ventas    |
| ------------ | ------------- | --------- |
| Países Bajos | Oro           | + 50 000  |
| Francia      | Oro           | + 250 000 |
| Reino Unido  | Plata         | + 400 000 |

## «Hung Up» de Madonna
El "sample" característico de la canción, donde se puede escuchar una flauta electrónica, sirvió de inspiración para la exitosa canción «Hung Up» de Madonna más conocida como la Reina del Pop, incluida en su décimo álbum de estudio Confessions on a Dancefloor (2005). No obstante, en palabras de la propia artista, no resultó fácil convencer a los integrantes de ABBA para que la dejasen usarlo, y tuvo que convencerlos enviando a su emisor a Estocolmo con una carta suplicándoles y contándoles cuánto le gustaba su música. Finalmente cedieron y por eso Benny Andersson y Björn Ulvaeus aparecen como coautores en la canción de Madonna. 